# Rječica Gornja
Rječica Gornja (szerbül: Рјечица Горња), település Bosznia-Hercegovinában, a Szerb Köztársaság északi régiójában Doboj községben.

## Fekvése
A település Bosznia-Hercegovina északi részén, Dobojtól légvonalban 13, közúton 16 km-re délre, a Boszna-folyó jobb partján és az Ozren-hegység nyugati lejtőin, 160-550 méteres magasságban,  található.

## Népessége
| Nemzetiségi csoport | Népesség 1991 | Népesség 2013 |
| ------------------- | ------------- | ------------- |
| Szerb               | 466           | 313           |
| Bosnyák             | 0             | 1             |
| Horvát              | 1             | 5             |
| Jugoszláv           | 13            | 0             |
| Egyéb               | 3             | 0             |
| Összesen            | 483           | 319           |

## Története
A település 1878-ig tartozott az Oszmán Birodalomhoz, ekkor a berlini kongresszus határozata alapján az Osztrák-Magyar Monarchia része lett. 1879-ben az első osztrák-magyar népszámlálás során a Maglaji járáshoz és Maglaj községhez tartozó Rječica településnek 24 háztartása és 166 ortodox lakosa volt. 1910-ben a Maglaji járáshoz tartozó Rječica Srpska településen 37 háztartást és 345 ortodox lakost találtak. A monarchia szétesésével 1918-ban előbb a Szerb-Horvát-Szlovén Királyság, majd 1929-től a Jugoszláv Királyság része lett. 1921-ben a Maglaji járáshoz tartozó községnek 229 lakosa volt, mind ortodox szerbek. Az 1929-es törvény értelmében, amikor Bosznia-Hercegovinát négy banovinára, Drinskára, Vrbaskára, Zetskára és Primorskára osztották, a település a Vrbaska banovina része lett, amelynek székhelye Banja Luka volt.
A második világháborúban Jugoszlávia megszállása után a Független Horvát Állam (NDH) része lett. A második világháború után 1992-ig a település a szocialista Jugoszlávia keretében a Bosznia-Hercegovinai Népköztársaság része volt. A boszniai háborút lezáró daytoni békeszerződés rendelkezése alapján az ország területét felosztották a Bosznia-hercegovinai Föderáció és a boszniai Szerb Köztársaság között.  A békeszerződés utáni területmegosztási megállapodás értelmében a Boszniai Szerb Köztársasághoz és Doboj községhez került. 

## Nevezetességei
A Szentlélek eljövetele tiszteletére szentelt ortodox temploma. A templom alapjait 2020. okktóber 15-én szentelte meg Fotije Zvornik-Tuzla püspöke, az elkészült templom felszentelésére pedig 2021. szeptember 20-án került sor.